# Kupferron
Kupferron ist das Ammoniumsalz von N-Nitroso-N-phenylhydroxylamin, das als Reagenz für die Komplexierung von Metallionen verwendet wird. Das Anion bindet dabei als zweizähniger Ligand über die beiden Sauerstoffatome die Metallionen in einem Fünfring. Die Verbindung wurde 1909 von Oskar Baudisch in die quantitative Analytik von Kupfer- und Eisenionen eingeführt.

## Gewinnung und Darstellung
Kupferron wird in einer mehrstufigen Reaktion aus Phenylhydroxylamin hergestellt. Dieses wird zunächst mit Ammoniak in das Ammoniumsalz überführt und dann mit Amylnitrit umgesetzt:
{\displaystyle \mathrm {C_{6}H_{5}NHOH+\ NH_{3}\ {\xrightarrow[{}]{}}\ NH_{4}[(C_{6}H_{5})NHO]} }
{\displaystyle \mathrm {NH_{4}[(C_{6}H_{5})NHO]+\ C_{5}H_{1}1ONO\ {\xrightarrow[{}]{}}\ NH_{4}[(C_{6}H_{5})N(NO)O]+C_{5}H_{1}1OH} }

## Eigenschaften
In Wasser zersetzt sich Kupferron.

## Verwendung
Kupferron wird zur Fällung von Metallionen wie Kupfer, Eisen, Titan, Vanadium, Thorium, Cer, Cobalt, Aluminium, Zink oder Zinn verwendet. Die sich bildenden Metallkupferronate sind schwer löslich in Wasser, aber leicht löslich in organischen Lösungsmitteln. Es wird daher zur Abtrennung von unerwünschten Elementen vor der quantitativen Bestimmung genutzt.